# Dobromir Žečev
Dobromir Žečev (bulharskou cyrilicí Добромир Жечев) (* 19. listopadu 1942, Sofie) je bývalý bulharský fotbalista, obránce. Po skončení aktivní kariéry působil jako trenér. 

## Fotbalová kariéra
V bulharské lize hrál za Spartak Sofia a Levski-Spartak Sofia. S Levski Sofia získal dva mistrovské tituly a dvě vítězství v bulharském fotbalovém poháru, v roce 1968 vyhrál pohár i se Spartakem. V Poháru mistrů evropských zemí nastoupil v 1 utkání a ve dvou utkáních kvalifikace, v Poháru vítězů pohárů nastoupil v 7 utkáních a v Poháru UEFA nastoupil ve 4 utkáních a dal 3 góly. Za bulharskou reprezentaci nastoupil v letech 1961–1974 v 63 utkáních a dal 2 góly. Byl členem bulharské reprezentace na Mistrovství světa ve fotbale 1962, nastoupil v 1 utkání, na Mistrovství světa ve fotbale 1966, nastoupil v 1 utkání, na Mistrovství světa ve fotbale 1970, nastoupil ve 2 utkáních a dal 1 gól, a na Mistrovství světa ve fotbale 1974, kde v utkání nenastoupil. 

## Ligová bilance
| Ročník                                | Zápasy | Góly | Klub                 |
| ------------------------------------- | ------ | ---- | -------------------- |
| 1. bulharská fotbalová liga 1959/1960 | -      | -    | Spartak Sofia        |
| 1. bulharská fotbalová liga 1960/1961 | -      | -    | Spartak Sofia        |
| 2. bulharská fotbalová liga 1961/1962 | -      | -    | Spartak Sofia        |
| 1. bulharská fotbalová liga 1962/1963 | -      | -    | Spartak Sofia        |
| 1. bulharská fotbalová liga 1963/1964 | -      | -    | Spartak Sofia        |
| 1. bulharská fotbalová liga 1964/1965 | -      | -    | Spartak Sofia        |
| 1. bulharská fotbalová liga 1965/1966 | -      | -    | Spartak Sofia        |
| 1. bulharská fotbalová liga 1966/1967 | -      | -    | Spartak Sofia        |
| 1. bulharská fotbalová liga 1967/1968 | -      | -    | Spartak Sofia        |
| 1. bulharská fotbalová liga 1968/1969 | 11     | 1    | Levski-Spartak Sofia |
| 1. bulharská fotbalová liga 1969/1970 | 23     | 2    | Levski-Spartak Sofia |
| 1. bulharská fotbalová liga 1970/1971 | 26     | 3    | Levski-Spartak Sofia |
| 1. bulharská fotbalová liga 1971/1972 | 30     | 0    | Levski-Spartak Sofia |
| 1. bulharská fotbalová liga 1972/1973 | 29     | 5    | Levski-Spartak Sofia |
| 1. bulharská fotbalová liga 1973/1974 | 27     | 1    | Levski-Spartak Sofia |
| 1. bulharská fotbalová liga 1974/1975 | 7      | 0    | Levski-Spartak Sofia |
| CELKEM 1. bulharská fotbalová liga    | -      | -    |                      |